# یواس‌اس سامرست (ال‌پی‌دی-۲۵)
یواس‌اس سامرست (ال‌پی‌دی-۲۵) (به انگلیسی: USS Somerset (LPD-25)) یک کشتی است که طول آن 208.5 m (684 ft) overall, می‌باشد. این کشتی در سال ۲۰۱۲ ساخته شد.